# Tratatul Oregonului

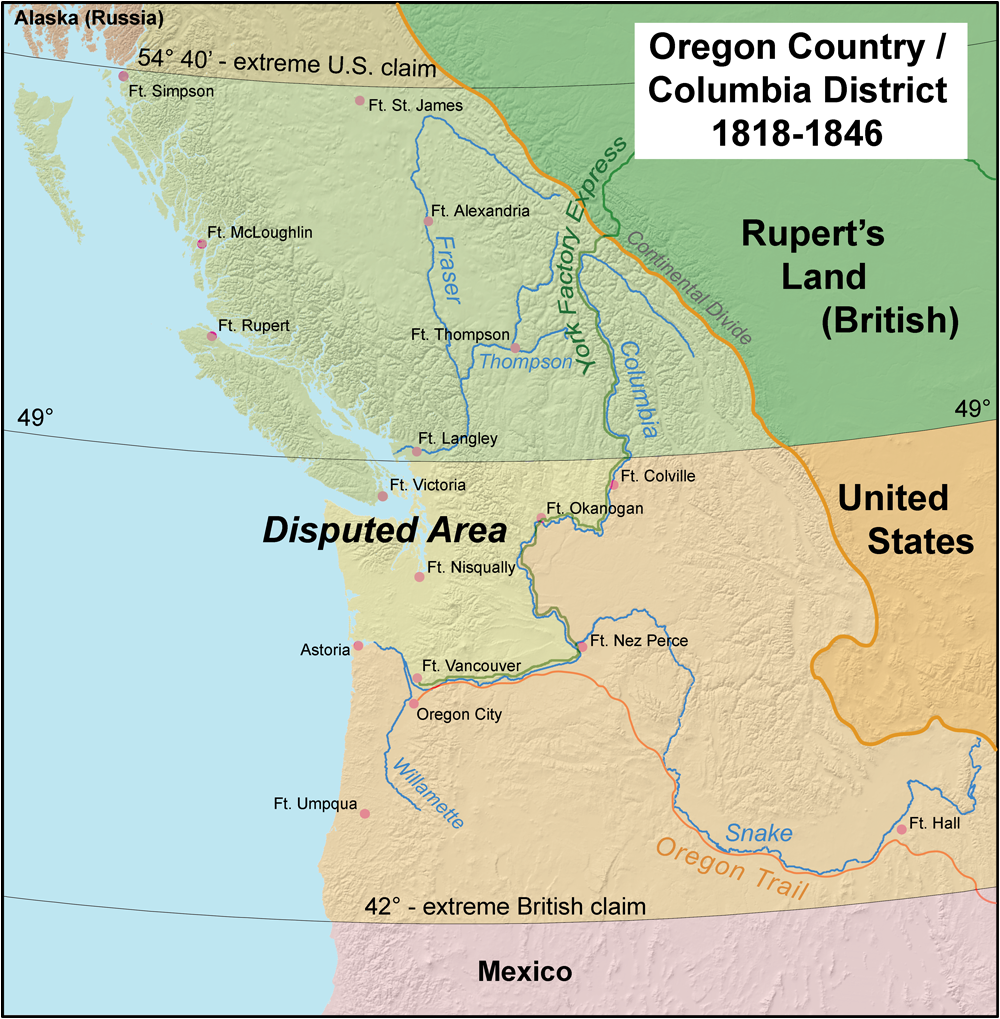
Harta teritoriilor disputate

Tratatul Oregonului — denumit oficial Treaty between Her Majesty and the United States of America, for the Settlement of the Oregon Boundary (Tratat între Majestatea Sa și Statele Unite ale Americii, pentru stabilirea frontierei Oregon) și denumit în Statele Unite Treaty with Great Britain, in Regard to Limits Westward of the Rocky Mountains (Tratatul cu Marea Britanie, în ce privește limitele de la vest de Munții Stâncoși), denumit și tratatul Buchanan-Pakenham, sau tratatul Packenham, sau, ca și alte tratate fără legătură cu acesta, tratatul de la Washington — este un tratat între Regatul Unit al Marii Britanii și Irlandei și Statele Unite ale Americii, semnat la 15 iunie 1846, la Washington, D.C. Tratatul a pus capăt disputei de frontieră din Oregon, oficializând un compromis între revendicările americane și britanice în Țara Oregon, ocupată în comun de ambele state de la tratatul din 1818.

## Context
Tratatul din 1818 a stabilit frontiera dintre Statele Unite și America de Nord Britanică de-a lungul paralelei de 49 de grade latitudine nordică din Minnesota până la Munții Stâncoși. Zona de la vest de acești munți era cunoscută americanilor sub numele de Țara Oregon iar britanicilor sub numele de Departamentul Columbia sau Districtul Columbia al Companiei Golfului lui Hudson. În regiune era inclusă și porțiunea sudică a unui alt district de blănuri, Noua Caledonie.) Tratatul stabilea control comun asupra teritoriului timp de zece ani. Ambele țări puteau revendica pământ și ambele aveau drept de liberă navigație.
Controlul comun a devenit treptat nepractic pentru ambele părți. După ce un ministru britanic a respins oferta președintelui american James K. Polk de a stabili frontiera pe paralela de 49 de grade latitudine nordică, expansioniștii democrați au început să militeze pentru anexarea întregii regiuni de până la paralela de 54°40′ latitudine nordică, limita sudică a Americii Rusești stabilită prin tratate bilaterale semnate de Imperiul Rus cu SUA (1824) și Regatul Unit (1825). După ce, însă, izbucnirea războiului americano-mexican în aprilie 1846 a distras atenția și resursele militare ale Statelor Unite, s-a ajuns la un compromis în negocierile de la Washington, D.C., iar problema a fost rezolvată de administrația Polk (spre indignarea radicalilor din propriul său partid) pentru a evita să ducă două războaie simultan și pentru a evita să lupte pentru a treia oară în mai puțin de 70 de ani cu forța militară redutabilă pe care o reprezenta Imperiul Britanic.

## Negocieri
Tratatul a fost negociat de secretarul de stat american James Buchanan, devenit mai târziu președinte, și Richard Pakenham, emisarul britanic în Statele Unite, membru al Consiliul Privat al reginei Victoria. Tratatul s-a semnat la 15 iunie 1846.
Tratatul Oregonului a stabilit frontiera dintre SUA și America de Nord Britanică la paralela de 49 de grade latitudine nordică, cu excepția Insulei Vancouver, pe care Regatul Unit a păstrat-o în întregime. Insula Vancouver, împreună cu toate insulele din zona coastei, a constituit în 1849 Colonia Insulei Vancouver. Porțiunea americană din regiune a fost organizată drept teritoriul Oregon la 14 august 1848, din care în 1853 s-a desprins teritoriul Washington. Porțiunea britanică a rămas neorganizată până în 1858 când s-a proclamat Colonia Columbia Britanică, urmare a goanei după aur din Canionul Fraser și de teama reapariției intențiilor expansioniste americane. Cele două colonii britanice au fost unite în 1866 formând Coloniile Unite ale Insulei Vancouver și Columbiei Britanice. Când această colonie a fost alipită Canadei în 1871, paralela 49 a devenit frontiera americano-canadiană.

## Definiții date de tratat
Tratatul a definit frontiera în strâmtoarea Juan de Fuca prin „canalul principal”, care nu a fost definit, dând naștere la alte dispute teritoriale în Insulele San Juan în 1859. Printre alte stipulări se numărau:
- Navigația pe „canale și strâmtori, la sud de paralela de 49 de grade latitudine nordică, rămâne liberă pentru ambele părți.”
- Compania agricolă Puget's Sound (o subsidiară a Companiei Golfului lui Hudson) păstrează dreptul asupra proprietăților sale de la nord de râul Columbia, și va fi compensată pentru proprietățile predate în cazul că ele sunt revendicate de Statele Unite.
- Dreptul de proprietate al Companiei Golfului lui Hudson și al tuturor supușilor britanici la sud de noua frontieră vor fi respectate.[2]